# Lutte aux Jeux panaméricains de 2019
Navigation
2015
Les compétitions de lutte aux Jeux panaméricains de 2019 ont lieu du 7 au 10 août 2019 à Lima, au Pérou. 

## Médaillés

### Hommes

#### Lutte libre
| Épreuves | Or                         | Argent                 | Bronze                  |
| -------- | -------------------------- | ---------------------- | ----------------------- |
| - 57 kg  | Daton Fix (USA)            | Juan Ramírez (DOM)     | Reineri Andreu (CUB)    |
| - 57 kg  | Daton Fix (USA)            | Juan Ramírez (DOM)     | Darthe Capellan (CAN)   |
| - 65 kg  | Alejandro Valdés (CUB)     | Albaro Rudesindo (DOM) | Mauricio Sánchez (ECU)  |
| - 65 kg  | Alejandro Valdés (CUB)     | Albaro Rudesindo (DOM) | Jaydin Eierman (USA)    |
| - 74 kg  | Jordan Burroughs (USA)     | Franklin Gómez (PUR)   | Geandry Garzón (CUB)    |
| - 74 kg  | Jordan Burroughs (USA)     | Franklin Gómez (PUR)   | Jevon Balfour (CAN)     |
| - 86 kg  | Yurieski Torreblanca (CUB) | Pedro Ceballos (VEN)   | Carlos Izquierdo (COL)  |
| - 86 kg  | Yurieski Torreblanca (CUB) | Pedro Ceballos (VEN)   | James Downey (USA)      |
| - 97 kg  | Kyle Snyder (USA)          | José Daniel Díaz (VEN) | Luis Miguel Pérez (DOM) |
| - 97 kg  | Kyle Snyder (USA)          | José Daniel Díaz (VEN) | Reineris Salas (CUB)    |
| - 125 kg | Nick Gwiazdowski (USA)     | Óscar Pino (CUB)       | Luis Vivenes (VEN)      |
| - 125 kg | Nick Gwiazdowski (USA)     | Óscar Pino (CUB)       | Korey Jarvis (CAN)      |

#### Lutte gréco-romaine
| Épreuves | Or                    | Argent                 | Bronze                  |
| -------- | --------------------- | ---------------------- | ----------------------- |
| - 60 kg  | Andrés Montaño (ECU)  | Dicther Toro (COL)     | Luis Orta (CUB)         |
| - 60 kg  | Andrés Montaño (ECU)  | Dicther Toro (COL)     | Ildar Hafizov (USA)     |
| - 67 kg  | Ismael Borrero (CUB)  | Shalom Villegas (VEN)  | Ellis Coleman (USA)     |
| - 67 kg  | Ismael Borrero (CUB)  | Shalom Villegas (VEN)  | Manuel López (MEX)      |
| - 77 kg  | Pat Smith (USA)       | Wuilexis Rivas (VEN)   | Jair Cuero (COL)        |
| - 77 kg  | Pat Smith (USA)       | Wuilexis Rivas (VEN)   | Yosvanys Peña (CUB)     |
| - 87 kg  | Luis Avendaño (VEN)   | Alfonso Leyva (MEX)    | Alvis Almendra (PAN)    |
| - 87 kg  | Luis Avendaño (VEN)   | Alfonso Leyva (MEX)    | Daniel Grégorich (CUB)  |
| - 97 kg  | Gabriel Rosillo (CUB) | G'Angelo Hancock (USA) | Kevin Mejía (HON)       |
| - 97 kg  | Gabriel Rosillo (CUB) | G'Angelo Hancock (USA) | Luillys Pérez (VEN)     |
| - 130 kg | Mijaín López (CUB)    | Moisés Pérez (VEN)     | Leo Dalis Santana (DOM) |
| - 130 kg | Mijaín López (CUB)    | Moisés Pérez (VEN)     | Yasmani Acosta (CHI)    |

### Femmes
| Épreuves | Or                      | Argent                   | Bronze                    |
| -------- | ----------------------- | ------------------------ | ------------------------- |
| - 50 kg  | Whitney Conder (USA)    | Yusneylys Guzmán (CUB)   | Thalía Mallqui (PER)      |
| - 50 kg  | Whitney Conder (USA)    | Yusneylys Guzmán (CUB)   | Carolina Castillo (COL)   |
| - 53 kg  | Sarah Hildebrandt (USA) | Betzabeth Argüello (VEN) | Jade Parsons (CAN)        |
| - 53 kg  | Sarah Hildebrandt (USA) | Betzabeth Argüello (VEN) | Lianna Montero (CUB)      |
| - 57 kg  | Lissette Antes (ECU)    | Jenna Burkert (USA)      | Giullia Penalber (BRA)    |
| - 57 kg  | Lissette Antes (ECU)    | Jenna Burkert (USA)      | Nes Marie Rodríguez (PUR) |
| - 62 kg  | Kayla Miracle (USA)     | Jackeline Renteria (COL) | Abnelis Yambo (PUR)       |
| - 62 kg  | Kayla Miracle (USA)     | Jackeline Renteria (COL) | Lais Nunes (BRA)          |
| - 68 kg  | Tamyra Mensah (USA)     | Olivia Di Bacco (CAN)    | Yudari Sánchez (CUB)      |
| - 68 kg  | Tamyra Mensah (USA)     | Olivia Di Bacco (CAN)    | Ámbar Garnica (MEX)       |
| - 76 kg  | Justina Di Stasio (CAN) | Aline Ferreira (BRA)     | Mabelkis Capote (CUB)     |
| - 76 kg  | Justina Di Stasio (CAN) | Aline Ferreira (BRA)     | Andrea Olaya (COL)        |

## Tableau des médailles
| Rang  | Nation                 | Or | Argent | Bronze | Total |
| ----- | ---------------------- | -- | ------ | ------ | ----- |
| 1     | États-Unis             | 9  | 2      | 4      | 15    |
| 2     | Cuba                   | 5  | 2      | 9      | 16    |
| 3     | Équateur               | 2  | 0      | 1      | 3     |
| 4     | Venezuela              | 1  | 6      | 2      | 9     |
| 5     | Canada                 | 1  | 1      | 4      | 6     |
| 6     | Colombie               | 0  | 2      | 4      | 6     |
| 7     | République dominicaine | 0  | 2      | 2      | 4     |
| 8     | Brésil                 | 0  | 1      | 2      | 3     |
| 8     | Mexique                | 0  | 1      | 2      | 3     |
| 8     | Porto Rico             | 0  | 1      | 2      | 3     |
| 11    | Chili                  | 0  | 0      | 1      | 1     |
| 11    | Chili                  | 0  | 0      | 1      | 1     |
| 11    | Honduras               | 0  | 0      | 1      | 1     |
| 11    | Panama                 | 0  | 0      | 1      | 1     |
| 11    | Pérou                  | 0  | 0      | 1      | 1     |
| Total | Total                  | 18 | 18     | 36     | 72    |